# ريان ستيوارت (لاعب هوكي الجليد)
ريان ستيوارت هو لاعب هوكي الجليد كندي، ولد في 1 يونيو 1967 في كيلونا في كندا.

## وصلات خارجية
- ريان ستيوارت على موقع دوري الهوكي الوطني (الإنجليزية)
- ريان ستيوارت على موقع قاعة مشاهير الهوكي (لاعب أن.إتش.أل) (الإنجليزية)
- ريان ستيوارت على موقع EliteProspects.com (الإنجليزية)
- ريان ستيوارت على موقع HockeyDB.com (الإنجليزية)
- ريان ستيوارت على موقع Hockey-Reference.com (الإنجليزية)